# Хамфрис, Колин
Ко́лин Ха́мфрис (англ. Colin Humphries) — английский профессиональный снукерный рефери.

## Карьера
Хамфрис стал профессиональным рефери в 1994 году. Его первый матч профессионального турнира — одна из игр челлендж-тура 1996 года. Впервые Колин Хамфрис был рефери на матче телевизионной стадии турнира в 2005-м (Гран-при). Первый финал рейтингового соревнования мэйн-тура — Welsh Open 2009.
Под судейством Хамфриса проходили некоторые другие примечательные игры — драматичный матч Стивена Хендри и Найджела Бонда в 1/16 финала чемпионата мира 2006 года, а также матч с участием Ронни О'Салливана на турнире в Белфасте, когда О’Салливан сделал максимальный брейк.